# Sturmer
Sturmer – wieś w Anglii, w hrabstwie Essex, w dystrykcie Braintree. Leży 37 km na północ od miasta Chelmsford i 75 km na północny wschód od Londynu. Miejscowość liczy 340 mieszkańców.